# Parque safari de Blair Drummond
El Parque safari de Blair Drummond (en inglés: Blair Drummond Safari Park ) es un parque zoológico y safari situado cerca de Stirling en Escocia al norte del Reino Unido. Abierto al público en 1970 se extiende sobre 120 acres (49 ha). El parque safari posee varias reservas, un barco de safari y un autobús de safari que está libre para los visitantes.
La original Blair Drummond House fue construida en 1715. Sir John Kay, un comerciante de té de Glasgow, compró la casa y sus terrenos circundantes en 1916. Porque él no tuvo hijos, Kay pasó la propiedad a su sobrino Sir John Muir, el padre del actual propietario del parque Jamie Muir.